# Ariadna lebronneci
Ariadna lebronneci är en spindelart som beskrevs av Lucien Berland 1933. Ariadna lebronneci ingår i släktet Ariadna och familjen sexögonspindlar. Inga underarter finns listade i Catalogue of Life.